# Жінки в телеграфії

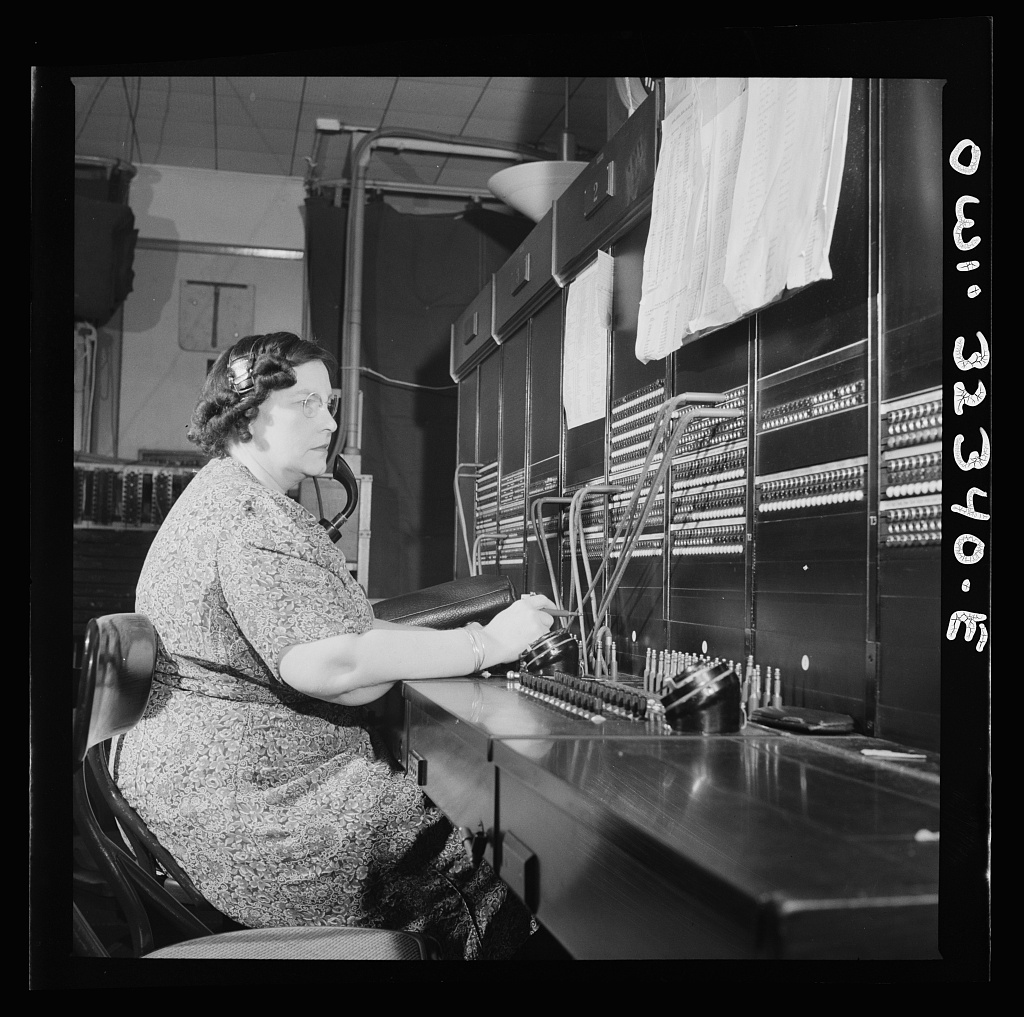
Міс Етель Вейкфілд, операторка телеграфної АТС Western Union, фото 1943 року

Жінки в телеграфії стали очевидними з 1840-х. Хоча телеграфію часто розглядають як професію лише для чоловіків, з перших днів її існування жінки працювали телеграфістками. Телеграфія була однією з перших професій у сфері комунікаційних технологій, доступних для жінок.
Запровадження практичних систем телеграфії в 1840-х призвело до створення нової професійної категорії — телеграфіст або телеграфістка. До обов'язків входило надсилання та отримання телеграфних повідомлень, відомих як телеграми, за допомогою різноманітних систем сигналів та маршрутизації поїздів для залізниць.

## США

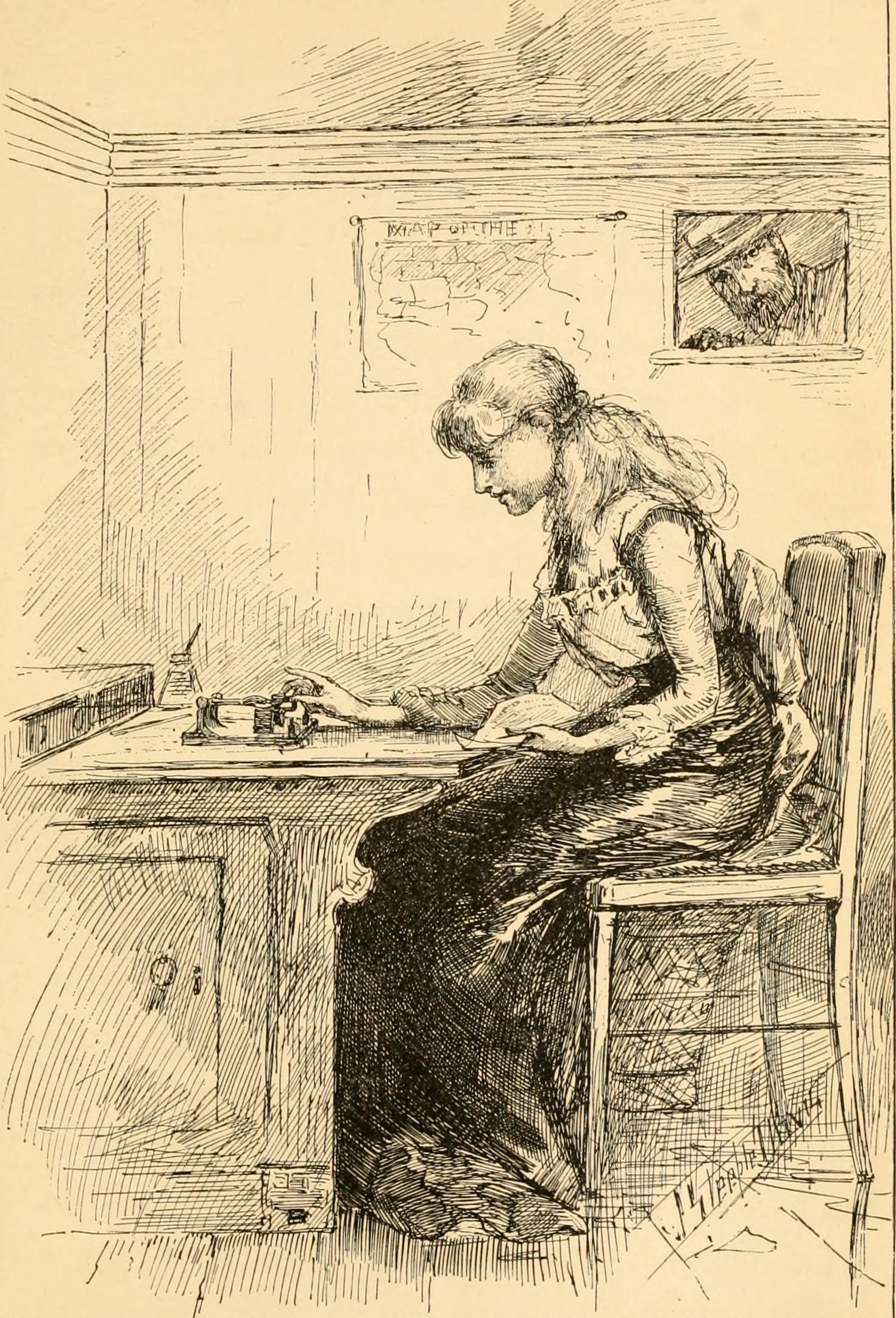
Телеграфістка на ілюстрації книги «Дитячі історії про прогрес Америки» (1886)

Демонстрація успішної системи для надсилання телеграфних повідомлень Семюелем Морзе в 1844 році швидко призвела до розвитку телеграфної мережі на сході США, побудованої та обслуговуваної кількома приватними компаніями. Робота цієї мережі вимагала кваліфікованих операторів на кожній станції, здатних надсилати та отримувати повідомлення азбукою Морзе. Брак кваліфікованих операторів призвів до того, що наприкінці 1840-х, коли телеграф поширювався всією країною, почали наймати як жінок, так і чоловіків, щоб задовольнити швидко зростаючу потребу в операторстві. Феміністка і засновниця Асоціації реформування жіночої праці Лоуелла Сара Беглі (1806—1889) у 1846 році стала операторкою телеграфу в New York and Boston Magnetic Telegraph Company Френсіса Орманда Джонатана Сміта в Лоуеллі, штат Массачусетс. Ймовірно, вона дізналася про телеграф і його потенціал під час своєї попередньої роботи редакторкою реформаторської газети «Голос промисловості». 1849 року Фібі Вуд (1816—1891), сестра помічника Морзе Езри Корнелла та дружина телеграфного підприємця Мартіна Б. Вуда, стала телеграфісткою в Альбіоні, штат Мічиган, після того, як діловий партнер Корнелла Джон Джеймс Спід вказав на потребу операторської роботи у рідкісних умовах населень прикордоних районів.
Спочатку телеграф використовувався для передачі особистих повідомлень, ділових операцій і новин, але в 1850-х телеграф також стала використовувати залізниця для маршрутизації поїздів. Елізабет Коглі (1833—1922) з Льюїстауна, штат Пенсільванія, стала однією з перших жінок, які працювали залізничними телеграфістками, коли в 1855 році її найняли на Пенсільванську залізницю.
Зайнятість жінок у телеграфній промисловості США зросла під час Громадянської війни (1861—1865), коли чоловіків-телеграфістів призвали до війська або мобілізували до Військового телеграфного корпусу армії Союзу. У Військовому телеграфному корпусі служили і кілька жінок. Луїза Вокер (1838—1905), операторка телеграфу в Мінерал-Пойнт, штат Міссурі, як військова телеграфістка надала важливу інформацію про переміщення військ. Після війни, коли чоловіки повернулися з армії та виникла конкуренція за робочі місця, чоловіки почали сумніватися в доцільності призначення операторок на роботу в телеграфі, і це питання гаряче обговорювалося в телеграфних журналах. Однак, коли у 1869 році Western Union, найбільша телеграфна компанія, відкрила телеграфну школу для жінок у Cooper Union та почала наймати велику кількість жінок, часто за нижчу зарплату, ніж їхніх колег-чоловіків, подальша присутність жінок у галузі була забезпечена. За переписом населення США, відсоток телеграфісток у США зріс з 4 % у 1870 році (355 із 8 316 загалом) до 20 % у 1920 році (16 860 із 79 434 загалом).

## Мексика і Канада
Телеграфні послуги в Канаді надавалися як приватними компаніями, так і Урядовою телеграфною службою (GTS). 1902 року в Торонто 42 % операторів Great Northwestern Telegraph Company були жінками. У офісах Канадської тихоокеанської залізниці в тому ж місті в 1902 році 28 % операторів були жінками. Відсоток жіночої робочої сили був дещо нижчим у західній Канаді. 1917 року 18 % операторів у Вінніпезі складали жінки. Під час Першої світової війни на «Тилу» працювали телеграфістки; наприклад, Бімсвіль, Онтаріо, де також була школа повітряних боїв.
Під час правління Порфіріо Діаса (1876—1911) багато телеграфістів та кулька телеграфісток зі США приїхали до Мексики, щоб працювати на залізниці. Еббі Струбл Вон (1845—1924) працювала на Мексиканській національній залізниці та Мексиканській центральній залізниці з 1891 по 1911 рік; «Ма Кілі» (Метті Коллінз Брайт) (1880—1971) працювала операторкою залізниці в Мексиці з 1902 по 1905 рік.

## Велика Британія і Європа

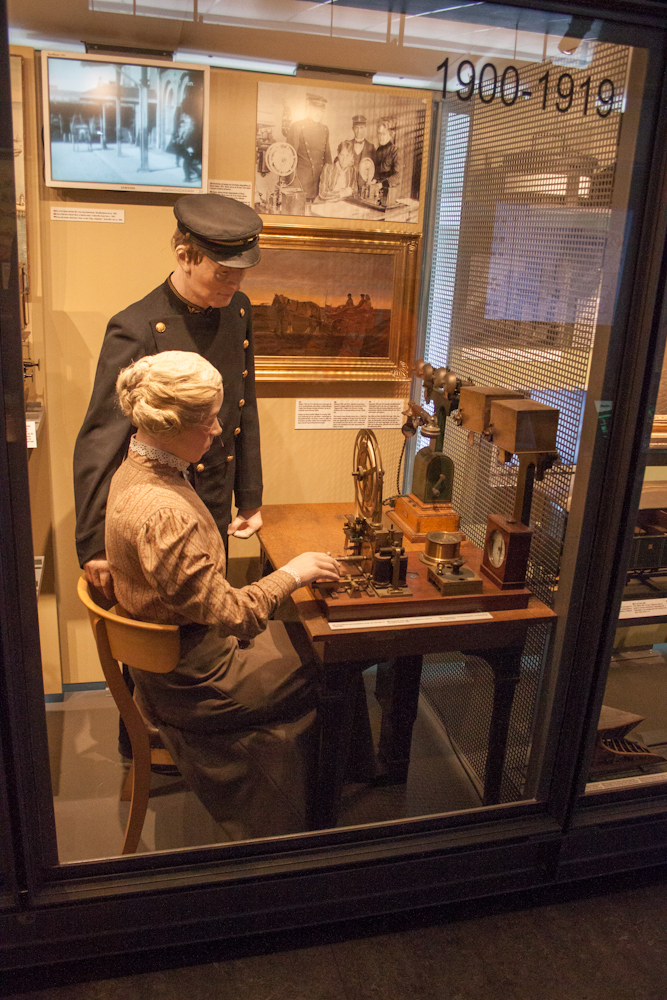
Телеграф у Данському залізничному музеї

Жінки почали працювати в ряді приватних телеграфних компаній у Великій Британії в 1850-х роках, включаючи Electric Telegraph Company. 1860 року в Лондоні була заснована Телеграфна школа для жінок. 1862 року в Дубліні Королівський інститут навчання та працевлаштування освічених жінок розпочав заняття з телеграфії; її випускниці були працевлаштовані в британсько-ірландську компанію Magnetic Telegraph. Британські телеграфісти та лелеграфістки використовували для передачі повідомлень систему телеграфії Вітстона-Кука, а також азбуку Морзе. Кількість жінок, зайнятих телеграфістками, зросла після того, як у 1870 році телеграфну службу перейшло до Британського головного поштового управління; того року 1535 із 4913, або 31 % усіх операторів, були жінками.
У більшій частині Європи телеграфна служба опинилася під контролем урядових пошт і телеграфної адміністрації. Телеграфні адміністрації Швейцарії та скандинавських країн вперше почали наймати жінок як телеграфістток у 1850-х. Франція, Німеччина та Росія вперше допустили жінок до телеграфної служби в 1860-х. Французька телеграфістка Жюльєтта Доду (1848—1909) стала героїнею франко-прусської війни 1870 року, коли вона, як вважають, прослуховувала телеграфні лінії, які використовували прусські військові, і передавала інформацію французьким військовим силам. До 1880 року 230 із 624 телеграфістів паризького Central Telegraphique, або 37 %, були жінками.

## Азія, Африка, Австралія та Південна Америка
Побудова всесвітньої телеграфної мережі наприкінці ХІХ століття була тісно пов'язана з колоніалізмом, оскільки європейські держави використовували телеграф для управління та зв'язку зі своїми заморськими володіннями. До 1870-х мережа наземних ліній і підводних кабелів зв'язку телеграфно з'єднала всі населені континенти.

### Азія
До 1900 року жінки працювали операторками телеграфу на Цейлоні (Шрі-Ланка), Голландській Ост-Індії (Індонезія), Французькому Індокитаї (В'єтнам, Камбоджа та Лаос), а також у Японії. 1907 року жінки також почали працювати телеграфістками в Індії та Бірмі (М'янма).

### Африка
До 1900 року жінки працювали операторками телеграфу в британських Капських колоніях (Південна Африка), португальських колоніях (Ангола, Мозамбік) і Французькій Західній Африці (Сенегал, Мавританія, Гвінея, Кот-д'Івуар, Дагомея).

### Австралія

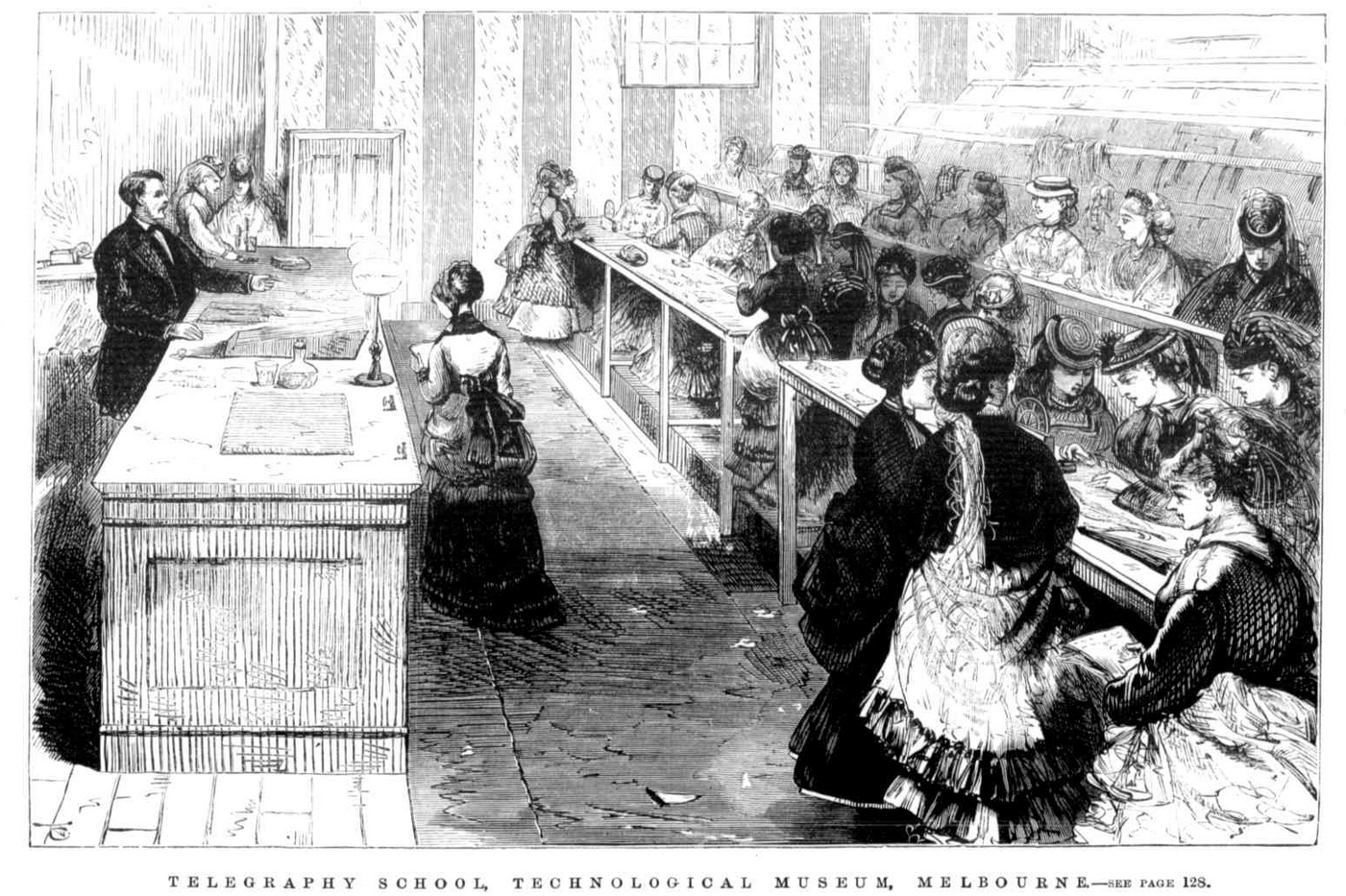
Гравюра Семюела Калверта, 1872

Перша телеграфна лінія в Австралії була введена в експлуатацію в березні 1854 року між Мельбурном і Вільямстауном і була побудована Семюелем Вокером Макгоуеном за контрактом з урядом Вікторії. Телеграфні лінії були швидко розширені, щоб охопити всю колонію, а інші колонії також створили власні мережі та з'єднали колонії між собою. 1872 року Австралія стала частиною світової телеграфної мережі, коли було завершено будівництво підводного кабелю, який з'єднав Дарвін, Австралія, з Великою Британією через Яву в Голландській Ост-Індії. Для зв'язку Дарвіна з іншими великими містами Австралії була побудована лінія Overland Telegraph.

#### Вікторія
Промисловий і технологічний музей у Мельбурні проводив курси телеграфії в 1870-1880 роках, які стали настільки популярними серед жінок, що було введено окремий курс для чоловіків. Спочатку навчальний план обмежувався навичками роботи з клавішами Морзе, але за ініціативою Семюеля Вокера Макгоуена, інспектора телеграфів, заняття було розширено, щоб включити всі аспекти теорії електричної телеграфії та обслуговування типової телеграфної станції. Багато хто з тих, хто склали іспит, були призначені на телеграфне відділення. Протягом тримісячного випробувального терміну за ними наглядала міс Грін, яка, як кажуть, була «одною з найвправніших операторок у колонії».
У 1874 році Балларатська гірнича школа (тепер Університет Федерації) включила до своєї навчальної програми курс телеграфії. Першим лектором був Вільям Філіп Бехервез, і заняття відразу ж стали успішними і переважно жіночими. У класі було 20 осіб, з них 18 дівчат. Клас був значно переповнений, що дало шкільним радам привід розглянути розширення будівлі та підвищило загальну відвідуваність школи на третину. Кілька років тому Департамент пошти та телеграфу Вікторії вирішив об'єднати свої поштові та телеграфні відділення, зокрема, щоб забезпечити подальше розширення телеграфної служби в менших центрах. Багатьма з цих маленьких поштових відділень уже керували неодружені жінки, і для них було важливо набути навичок телеграфування, щоб продовжувати виконувати свої функції.
До 1880 року класи стали жертвою власного успіху, і генерал-поштмейстер Ленгрідж оголосив, що немає жодної перспективи подальшого призначення операторок, оскільки було зареєстровано «кілька сотень» претенденток. Це було в період фактичного заморожування зайнятості після того, як Ленгрідж вступив на посаду.

#### Новий Південний Вельз
З 1875 року Департамент пошт і телеграфів Нового Південного Вельзу також включив жінок до складу своїх телеграфних операторів. NSW вирішив навчати цей персонал досвідченим оператором, а не стороннім навчанням.

### Південна Америка
Близько 1870 року в Національному інституті Чилі була заснована школа для навчання жінок телеграфії. Це призвело до працевлаштування жінок телеграфістками в багатьох місцях Чилі. До 1900 року в Аргентині жінки також працювали операторками телеграфу.

## Робітничий рух

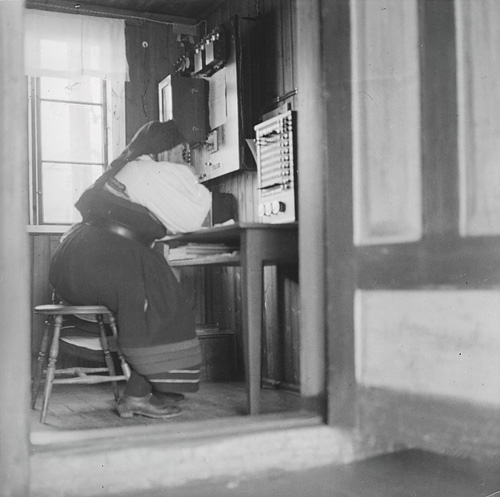
Телеграфістка у 1940-х роках

Наприкінці ХІХ століття, коли зростало невдоволення низькими зарплатами та поганими умовами праці, телеграфісти США почали створювати профспілки. До Ліги захисту телеграфістів приєдналися телеграфістки і взяли участь у невдалому страйку проти Western Union у 1870 році. Братство телеграфістів було організовано в 1881 як дочірній союз Лицарів праці; їхня платформа включала вимогу рівної оплати за однакову працю, незалежно від статі. Коли Братство телеграфістів оголосило загальний страйк проти телеграфних компаній у 1883 році, багато операторок приєдналися та взяли активну участь у робочій акції, у тому числі Мінні Свон (1863 — ?), нью-йоркська телеграфістка, яка стала лідеркою страйкуючих жінок.
Однак страйк знову провалився, оскільки телеграфні компанії просто викликали непрофспілкових штрейкбрехерів, щоб замінити страйкуючих операторів та операторок. Операторки також приєдналися до Ордену залізничних телеграфістів, заснованого в 1886 році, та Союзу комерційних телеграфістів Америки, організованого в 1903 році; жінки займали керівні посади в різний час в обох профспілках. Мері Маколей (1865—1944), операторка преси, яка працювала в багатьох газетах і інформаційних службах у Нью-Йорку, була обрана міжнародною віцепрезиденткою Союзу комерційних телеграфістів Америки в 1919 році, першою жінкою, яка займала виборну посаду на національному рівні в союзі.
Луїза Маргарет Данклі (1866—1927) була австралійською телеграфісткою, яка в 1890-х роках заснувала Вікторіанську жіночу поштово-телеграфну асоціацію в Австралії, щоб виступати за рівну оплату та умови праці для операторок.

## Рух за права жінок
Багато телеграфісток були рішучими прихильницями прав жінок, включаючи виборче право та рівну оплату за рівну працю. Сара Беглі в 1846 році стала операторкою телеграфу після створення Асоціації жіночої трудової реформи Лоуелл для підтримки кращих умов праці для жінок, які працювали на текстильних фабриках Лоуелл, штат Массачусетс. Матильда Фібігер (1830—1872) була данською феміністкою, романісткою та телеграфісткою, яка відстоювала права жінок у своїх романах. Мері Маколей, рішуча прихильниця виборчого права для жінок у США, працювала секретаркою суфражистки та аболіціоністки Сьюзен Ентоні, працюючи телеграфісткою у Рочестері, Нью-Йорк. Лія Розенфельд була операторкою залізничного телеграфу та станційною агенткою, чий позов у 1968 році проти Південно-Тихоокеанської залізниці та штату Каліфорнія допоміг покласти край дискримінації жінок на роботі та в оплаті праці та забезпечити рівні можливості для жінок у залізничній галузі США.

## Зображення в художній літературі
Збільшення кількості жінок у телеграфній промисловості наприкінці ХІХ століття та зростаючий суспільний інтерес до їх ролі призвели до розвитку літературного жанру, відомого як «телеграфний роман». Ці романи та оповідання розповідають про молоду жінку, яка знаходить романтику у своїй роботі телеграфістки, часто з іншим оператором, якого вона зустрічає «по дроту». Одним із найпопулярніших телеграфних романів був роман Wired Love, написаний колишньою телеграфісткою Еллою Чивер Теєр і опублікований у 1879 році. Це історія телеграфістки Натті Роджерс та її роману з таємничим «Сі», з яким вона подружилася по дроту. У Клітці, новелі Генрі Джеймса 1898 року, центральною персонажкою є безіменна лондонська телеграфістка; Джеймс використовує її спілкування зі своїми клієнтами в районі Мейфер, щоб сплести сюжет навколо проблем класу та суспільства в пізньокторіанській Британії.
Телеграфістки, які відбивалися від залицяльників, виконуючи свої обов'язки на самотніх залізничних станціях, стала основними персонажками багатьох мелодрам, створених у перші роки кіно. «Операторка Ллнедайла» (1911) з Бланш Світ у головній ролі та «Дівчина та її довіра» (1912) з Дороті Бернард у головній ролі були зняті режисером Д. У. Гріффітом для Biograph Studios. У серіалі «Небезпеки Гелен», знятому Kalem Company між 1914 і 1917 роками, спочатку Гелен Голмс, а згодом Гелен Гібсон як авантюрні операторки телеграфу щотижня виконували сміливі трюки, щоб врятувати ситуацію для залізничної компанії.

## Занепад промисловості

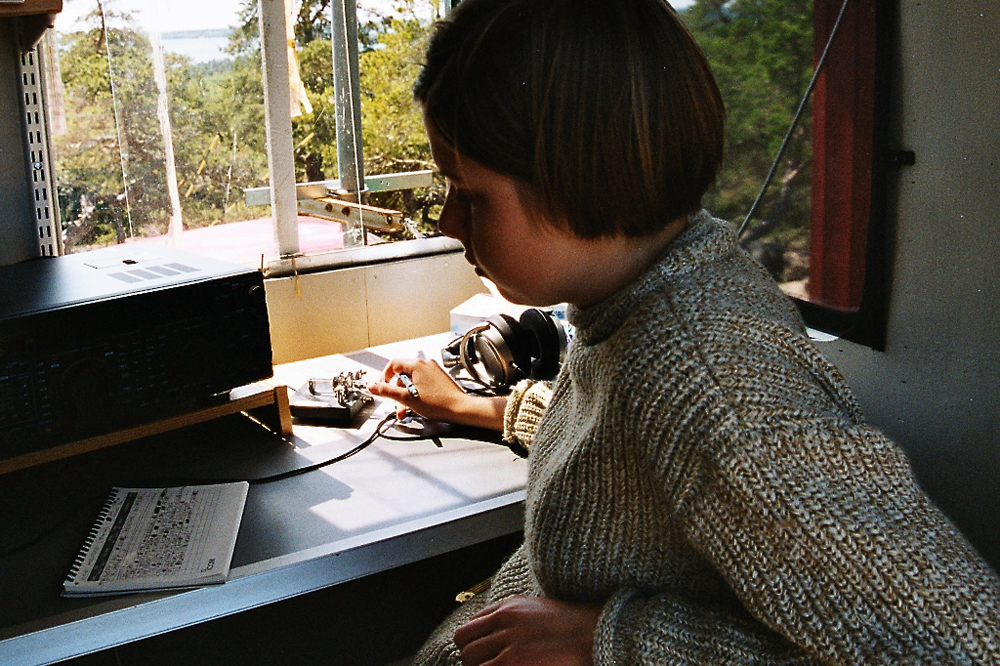
Доната Герчицька, SP5HNK: польська радіооператорка-аматорка, яка передає телеграф на високій швидкості за допомогою двоконтактного електронного ключа Морзе

Поява телетайпу або телексу й автоматичного принтера, починаючи приблизно з 1915 року, і розвиток мережі Telex у 1920-х роках значно підвищили швидкість і ефективність передачі повідомлень, а також змінили роботу операторів телеграфу. Замість того, щоб використовувати телеграфну клавішу для передачі повідомлень азбукою Морзе, оператор телетайпу просто друкував повідомлення на стандартній клавіатурі друкарської машинки. На приймальному кінці автоматичний принтер друкував текст на паперових аркушах або скотчі. Запровадження телетайпу значно збільшило кількість жінок, зайнятих телеграфістками; однак переважно операторки телетайпу отримували менше, ніж переважно чоловіки-оператори Морзе.
Кількість повідомлень, надісланих телеграфом, почала зменшуватися в середині ХХ століття через конкуренцію з телефоном та Інтернетом. Незважаючи на те, що азбука Морзе все ще використовується радіоаматорами та любителями, останнє використання азбуки Морзе для сигналізації припинилося 31 січня 1999 року, коли вона більше не була потрібна для міжнародної передачі сигналів лиха кораблями в морі. Western Union припинила свою телеграфну службу в 2006 році.

## Подальше читання
- Bruton, Elizabeth, and Mar Hicks. «A History of Women in British Telecommunications: Introducing a Special Issue.» Information & Culture 55.1 (2020): 1–9.
- Bruton, Elizabeth. «'Uncertain at Present for Women, but May Increase': Opportunities for Women in Wireless Telegraphy during the First World War.» Information & Culture 55.1 (2020): 51–74.
- Gabler, Edwin (1988). The American Telegrapher: A Social History, 1860-1900. New Brunswick and London: Rutgers University Press. ISBN 0813512840.
- Glew, Helen. «'Maiden, Whom We Never See': Cultural Representations of the 'Lady Telephonist; in Britain c. 1880—1930 and Institutional Responses.» Information & Culture 55#1 (2020): 30-50 online.
- Jepsen, Thomas C. (2000). My Sisters Telegraphic: Women in the Telegraph Office, 1846-1950. Athens, Ohio: Ohio University Press. ISBN 0821413430.
- Ulriksson, Vidkunn (1953). The Telegraphers: Their Craft and Their Unions. Washington, D.C.: Public Affairs Press.
- White, Alice. «The history of women in engineering on Wikipedia.» Science Museum Group Journal 10.10 (2018). online